# نهائي الدرع الخيرية 1923
نهائي الدرع الخيرية 1923 هي النسخة العاشرة من الدرع الخيرية.
لعبت المباراة بتاريخ 8 أكتوبر 1923 على ستامفورد بريدج، بين فريق المحترفين وفريق الهواة.
فاز فريق المحترفين باللقب بعد فوزه على فريق الهواة بنتيجة 2–0.

## المباراة
| المحترفين          | 2–0   | الهواة |
| ------------------ | ----- | ------ |
| برادفورد · تشامبرز | [ 1 ] |        |